# Lisbeth
Lisbeth ist ein weiblicher Vorname.

## Herkunft und Bedeutung
Lisbeth ist eine Kurzform von Elisabeth und wird häufig als deren Koseform verwendet.

## Namenstag
- 19. November (Gedenktag der Elisabeth von Thüringen)

## Namensträgerinnen
- Lisbeth Berg-Hansen (* 1963), norwegische Politikerin (Arbeiderpartiet)
- Lisbeth Bischoff (* 1955), österreichische Journalistin und Fernsehmoderatorin
- Lisbeth Exner (* 1964), österreichische Autorin, Publizistin und Germanistin
- Lisbeth Fehr (* 1938), Schweizer Politikerin (BDP)
- Lisbeth Felder (* 1949), Schweizer Schauspielerin und Hörspielsprecherin
- Lisbeth Gabriel (* 1948),  Schweizer Politikerin (CVP)
- Lisbeth Hummel (* 1952), dänische Schauspielerin
- Lisbeth Kristensen (* 1972), dänische Triathletin
- Lisbeth Lass (* 1940), österreichische Juristin und Richterin am Verfassungsgerichtshof
- Lisbeth Movin (1917–2011), dänische Schauspielerin und Regisseurin
- Lisbeth Pahnke (verheiratete Airosto, * 1945), schwedische Kinder- und Jugendbuchautorin
- Lisbeth L. Petersen (1939–2024), färöische Politikerin (Sambandsflokkurin)
- Lisbeth Sachs (1914–2002), Schweizer Architektin
- Lisbeth Scott (* 1968), US-amerikanische Sängerin und Songwriterin
- Lisbeth Trickett (geb. Lenton, * 1985), australische Schwimmerin
- Lisbeth Wulff (* 1972), dänische Schauspielerin
- Lisbeth Zwerger (* 1954), österreichische Kinderbuchillustratorin